# Ан-24
Ан-24 (по кодификации НАТО: Coke — «Кола») — турбовинтовой пассажирский самолёт 3-го класса для линий малой и средней протяжённости. На самолёте установлены два турбовинтовых двигателя АИ-24 2-й серии, АИ-24Т с воздушным винтом АВ-72, АВ-72Т изменяемого шага.
Самолёт выпускался с 1959 по 1979 год, произведено 1367 единиц. 

## Назначение и ОТД[2]
Самолёт Ан-24 предназначен для перевозки пассажиров или груза на линиях протяжённостью 300-1200 км с крейсерской скоростью полёта 450-500 км/ч на высоте 6-7 км. Может эксплуатироваться с бетонированных, грунтовых, заснеженных или каменистых аэродромов. 
Основные технические данные:
- Максимальная дальность полёта с коммерческой нагрузкой 2400 кг составляет 2000 км.
- Дальность полёта при максимальной загрузке в 5000 кг составляет 700 км.
- Максимально допустимый взлётный вес самолёта равен максимально допустимому посадочному — 21000 кг.
- Вес пустого самолёта — 13400 кг.
- Максимальная заправка топливом при плотности 0,75 гр/см³ — 3950 кг
- Лётный экипаж — 5 человек и один бортпроводник
- Пассажиры - 50 человек максимально (25 спаренных блоков кресел).
- Скорость приборная максимально допустимая, не более — 460 км/ч[4]
- Предельный расчётный скоростной напор, не более — 1400 кг/м² (540 км/ч)
- Допустимая продольная перегрузка, не более: положительная +3,05 ; отрицательная -1,64[5]
- Разрушающая перегрузка по прочности планера — 4,15
- Крен, не более[6] — 30°[7]
- Скороподъёмность максимальная (с полётным весом 20 тонн) — 7,5 м/сек
- Скороподъёмность у земли (с полётным весом 21 тонна) — 7,1 м/сек
- Практический потолок с полётным весом 16000 кг равен 10200 м
- Скорость отрыва — 180÷185 км/ч[8]
- Длина разбега по бетону при выпущенных закрылках — 635 м
- Посадочная скорость — 170 км/ч[9]
- Длина пробега по бетону[10] — 550 м
- Диапазон центровок 15÷32 САХ

Примечание: при перегонке пустого самолёта в третье грузовое помещение устанавливается грузобалласт весом 250 кг.

## История создания и развития
Разработка нового двухдвигательного пассажирского самолёта Ан-24, предназначенного для эксплуатации на местных авиалиниях, началась в ГСОКБ-473 в 1958 году в соответствии с постановлением Совета Министров СССР № 1417—656 от 18 декабря 1957 года. Согласно заданию самолёт должен был перевозить пассажиров с эквивалентной нагрузкой 4000 кг на расстояние до 2600 км с крейсерской скоростью 450 км/ч. Ген. конструктор  ОКБ - О. К. Антонов. Ведущий конструктор по Ан-24 — А. И. Шиврин.
Постройка первых пяти опытных образцов на Киевском механическом заводе (опытное производство ОКБ-473) планировалась в соответствии с постановлением Совета Министров СССР № 1417-656 от 18.12.1957 года и по приказу Госкомитета по авиатехнике № 5сс от 31.12.1957 года. Первый самолёт задавалось передать на испытания в 3-м квартале 1959 года.
Разработка двигателя для нового самолёта была начата в запорожском ОКБ-478 в соответствии с тем же постановлением Совета Министров СССР № 1417-656 и приказом по ГКАТ, со сроком предъявления опытного изделия на 200-часовые госиспытания во 2-м квартале 1959 года.
Первый полёт Ан-24 совершил 20 октября 1959 года под управлением экипажа лётчика-испытателя ОКБ-473 Г. И. Лысенко. В 1961 году проходили заводские и государственные испытания. 
Подготовка к серийному производству нового самолёта была начата в соответствии с ПСМ № 756-323 от 19.08.1961 года на Киевском авиационном заводе (КиАЗ) им. 50-летия Великой Октябрьской социалистической революции. Впервые в стране было освоено производство клеесварных конструкций, для чего на заводе был организован специальный цех.
Подготовка к серийному производству двигателя АИ-24 начата на Запорожском моторостроительном заводе им. 50-летия Великой Октябрьской социалистической революции в соответствии с ПСМ № 756-323 от 19.08.1961 года. 
Постановлением СМ № 756-323 от 19.08.1961 года начато серийное производство Ан-24.
Средний расчётный технический ресурс на одну машину на этапе ввода самолёта в эксплуатацию оценивался О. К. Антоновым в 30 тыс. лётных часов, соответственно чему срок службы самолёта в условиях мирного времени оценивался им в 10—15 лет эксплуатации.
В сентябре 1962 года состоялся первый технический рейс нового самолёта с пассажирами. 31 октября 1962 года началась эксплуатация самолёта на трассе Киев — Херсон.
В советское время Ан-24 был одним из самых востребованных самолётов и обеспечивал треть пассажирооборота в стране. Причина высокого спроса на лайнер заключалась в его возможности совершать посадку на небольшие неподготовленные аэродромы и грунт.
Серийное производство самолёта с 1962 по 1979 год. Всего было выпущено более 1200 машин, из них 1028 выпустил Киевский авиационный завод (КиАЗ) им. 50-летия Великой Октябрьской социалистической революции  6-го Главного управления Минавиапрома СССР (с 1972 года завод — головное предприятие Киевского авиационного производственного объединения (КиАПО) им. 50-летия Октября или предприятие п/я М-5249).
Заводская нумерация самолётов Ан-24 — в качестве примера № 57302003: 5 — год выпуска, 73 — шифр завода, 020 — серия, 03 — № самолёта в серии.
Также самолёты типа Ан-24 производились в Китае под названием Xian Y-7.

## Конструкция

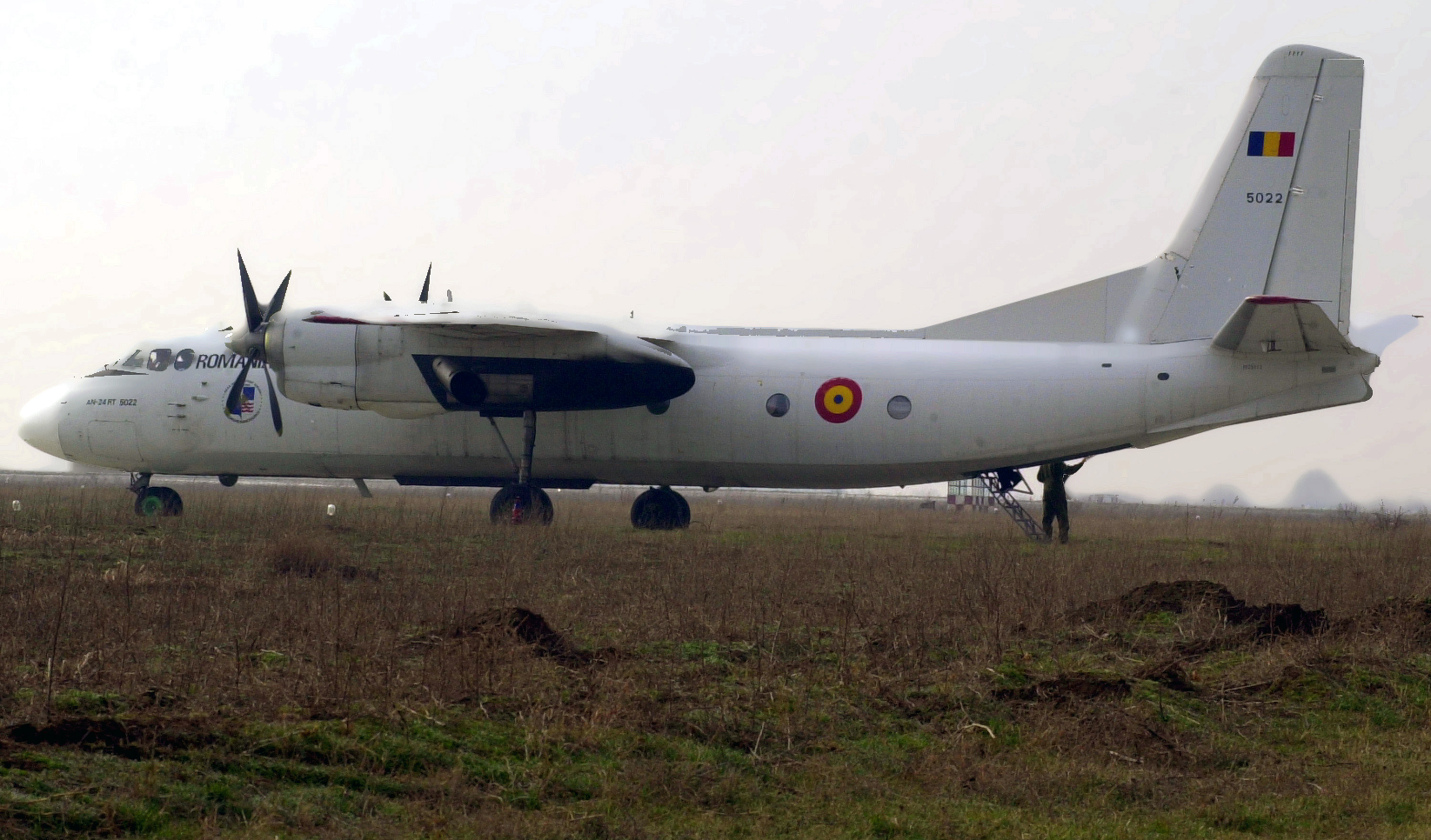
Военная модификация Ан-24 румынских ВВС

Аэродинамическая схема: двухмоторный турбовинтовой высокоплан нормальной аэродинамической схемы с прямым крылом (угол стреловидности 6° 50' по линии 25 % хорд) и однокилевым оперением.
Техническое описание
Подробное описание конструкции приведено в статье по самолёту Ан-26, в целом, за исключением конструкции хвостовой части с рампой и интерьера грузовой кабины, аналогичному по конструкции Ан-24.
Фюзеляж герметичный, типа полумонокок.
Силовая конструкция состоит из набора стрингеров и балок. Вместо клёпки применены клеесварные соединения.
Сечение фюзеляжа образовано двумя дугами разного диаметра.
В носовой части фюзеляжа расположена кабина экипажа. За ней размещён передний багажный отсек, пассажирский салон, буфет, туалет, гардероб и задний багажный отсек.
Крыло — трапециевидной формы в плане, кессонного типа, большого удлинения. Крыло состоит из двух лонжеронов.
На центроплане располагаются два отклоняющихся однощелевых закрылка, а на консолях — два выдвижных двухщелевых закрылка. Также на консолях размещены два разрезных элерона. Хвостовое оперение — традиционное, дополненное подфюзеляжным килем.
Шасси — трёхопорное: две главных опоры и одна передняя. Двойные колёса на каждой стойке. Давление внутри пневматиков регулируется на земле.

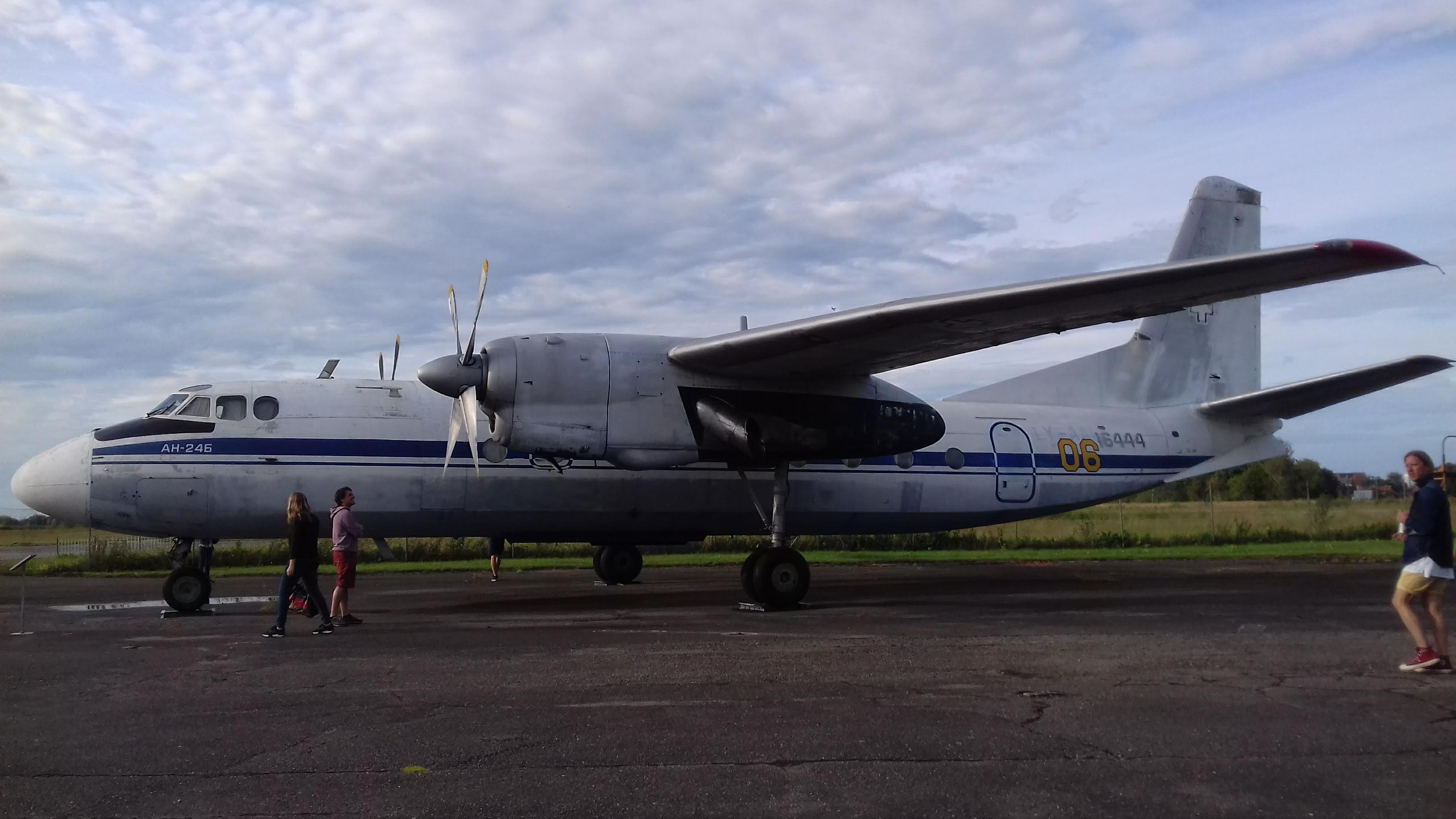
Ан-24Б ВВС Литвы в Каунасском музее Авиации

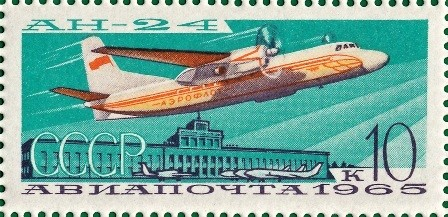
Почтовая марка СССР. 1965. Воздушный транспорт СССР. Ан-24. Номер в каталоге ЦФА 3299

Силовая установка состоит из двух турбовинтовых двигателей АИ-24  с четырёхлопастными воздушными винтами АВ-72, АВ-72Т и агрегата автономного запуска ТГ-16 (на самолёте Ан-24РВ в правой мотогондоле установлен дополнительный турбореактивный двигатель РУ-19А-300 тягой 800 кгс).

Мощность каждого двигателя на взлётном режиме — 2550 л. с.
Диаметр винтов 3,9 м.
Топливо размещается в четырёх мягких баках в центроплане общей ёмкостью 1420 л (при доработке — в восьми мягких баках общей ёмкостью 2500 л) и в двух баках-кессонах в средних частях крыла общей ёмкостью 3680 л.

## Модификации

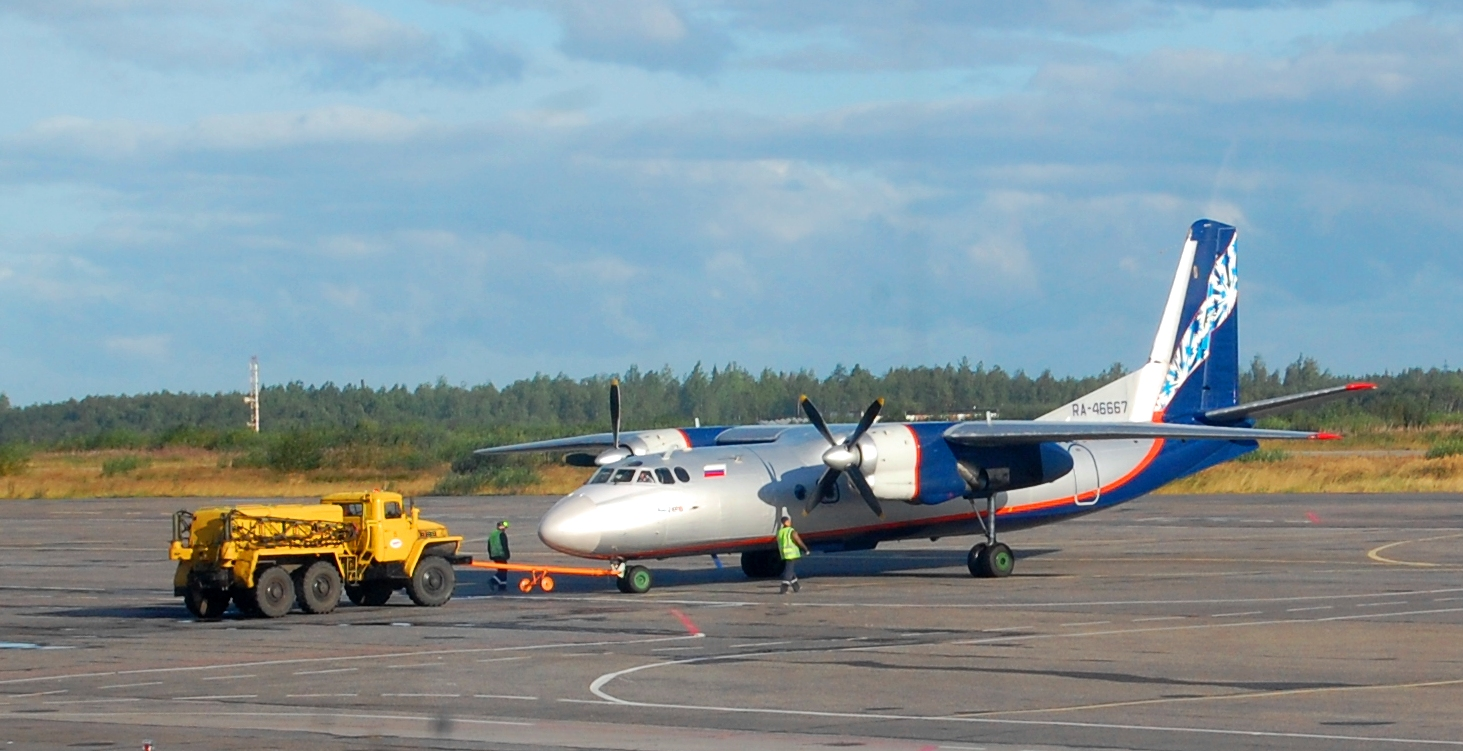
Ан-24РВ в аэропорту Талаги

Почтовая марка ГДР с изображением Ан-24

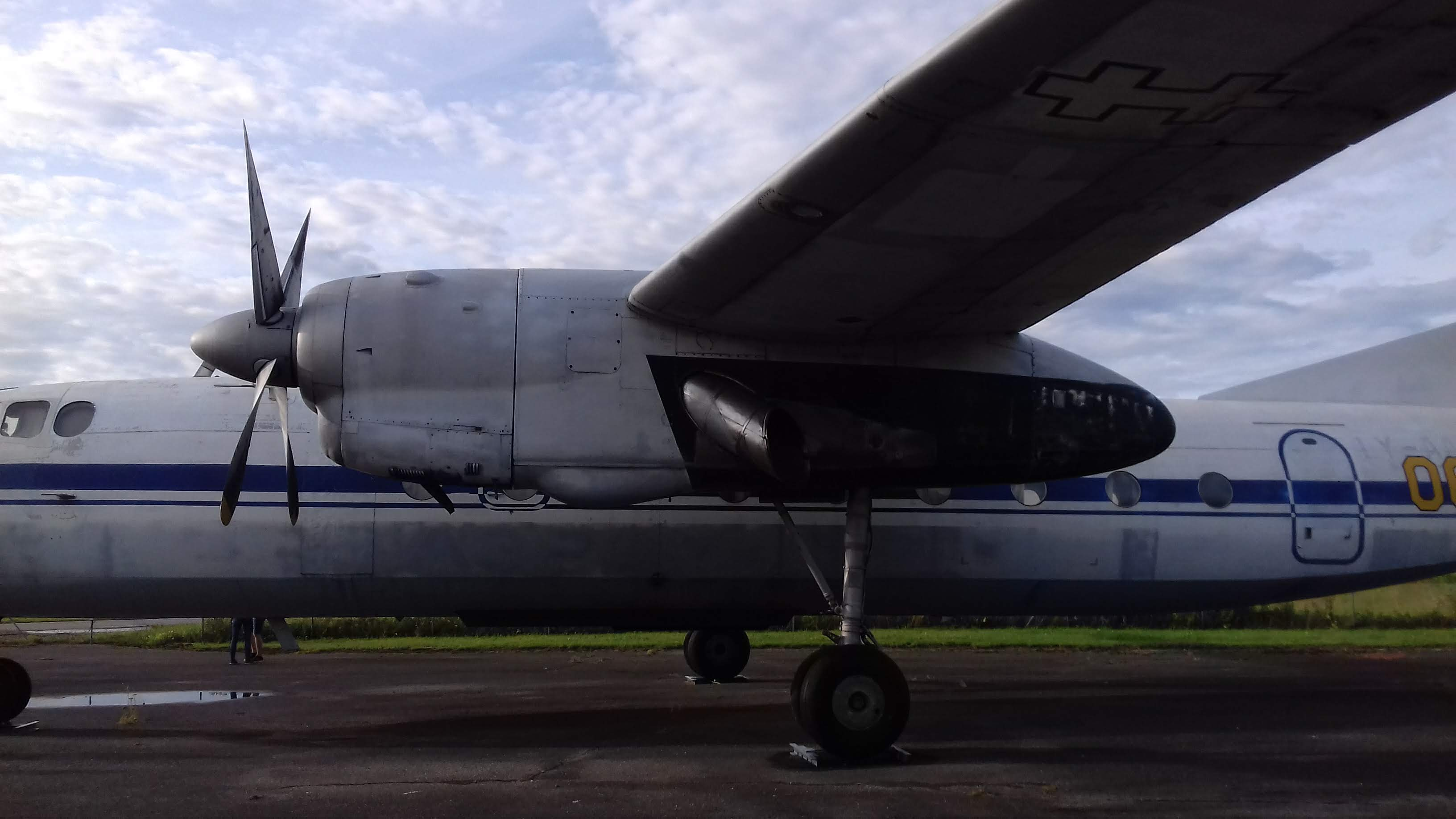
Двигатель Ан-24В. Каунасский Музей Авиации

| Название модели    | Краткие характеристики, отличия. |
| ------------------ | --- |
| Ан-24              | Первый серийный вариант. Выпускался в 1962 году. |
| Ан-24 «Нить»       | Самолёт для исследований природных ресурсов Земли и Мирового океана. Изготовлен в 1978 году. |
| Ан-24 «Троянда»    | Летающая лаборатория для отработки оборудования для поиска подводных лодок. В 1968 году переоборудован 1 Ан-24Т. |
| Ан-24А             | Пассажирский вариант, рассчитанный на 44 места. В 1962—1963 годах изготовлено 200 самолётов. |
| Ан-24АТ            | Проект военно-транспортного самолёта на базе Ан-24А. Отличался двигателями ТВ2-117ДС с соосными винтами диаметром 4 м. |
| Ан-24АТ-У          | Проект самолёта укороченного взлёта и посадки на базе Ан-24АТ (предлагалась установка пороховых ускорителей ПРД-63 и тормозных парашютов). |
| Ан-24АТ-РД         | Проект самолёта на базе Ан-24АТ с двумя разгонными двигателями Р27Ф-300. |
| Ан-24Б             | Пассажирский вариант с увеличенной до 21 т взлётной массой, рассчитанный на 48—52 мест. Выпускался с 1964 года. Изготовлено 400 самолётов. |
| Ан-24В             | Экспортный вариант Ан-24Б. Выпускался с 1964 года. |
| Ан-24ВСР           | Вариант самолёта, предназначенный для обучения воздушных стрелков-радистов. |
| Ан-24Д             | Проект пассажирского варианта, рассчитанный 60 мест и дальность полёта до 2700 км. |
| Ан-24К             | Проект административного (служебного) самолёта, рассчитанный на 16-18 мест. |
| Ан-24ЛП            | Лесопожарный. В 1971 году переоборудовано 3 самолёта. |
| Ан-24ЛР «Торос»    | Самолёт ледовой разведки. В 1967 году изготовлено 5 самолётов. |
| Ан-24ПС            | Поисково-спасательный на базе Ан-24Т. |
| Ан-24ПРТ           | Вариант Ан-24ПС с упрощённым составом оборудования. |
| Ан-24Р             | Самолёт радиоразведки и радиоконтроля. |
| Ан-24РВ            | Вариант Ан-24Б (В) с установленной в правой мотогондоле ТВД вспомогательной силовой установкой РУ-19А-300. |
| Ан-24РР            | Самолёт-лаборатория для радиационной разведки. В 1967—1968 годах переоборудовано 4 самолёта. |
| Ан-24РТ            | Военно-транспортный с дополнительным двигателем РУ-19А-300. В 1969—1971 годах на Иркутском авиазаводе изготовлено 62 самолёта. |
| Ан-24РТ (Ан-24РТР) | Самолёт-радиоретранслятор. |
| Ан-24Т (Ан-34)     | Военно-транспортный самолёт на базе Ан-24Б (В). Имел большую грузовую дверь в правом борту в передней части фюзеляжа и дверь в левом борту в хвостовой части, грузовой люк в хвосте. Разработан в 1961—1965 годах. Первый полёт 16 ноября 1965 года. В 1967—1971 годах на Иркутском авиазаводе изготовлено 164 самолёта. |
| Ан-24УШ            | Учебно-штурманский вариант Ан-24. Отличался 5 рабочими местами штурманов. В 1970 году переоборудованы 7 самолётов. |
| Ан-24ФК (Ан-30)    | Фотокартографический вариант (совместная работа ОКБ Бериева и ОКБ Антонова). В 1975-1980 годах на Киевском авиационном заводе изготовлено 115 самолётов. |
| Ан-24ШТ            | Штабной вариант Ан-24. В 1968 году переоборудовано 36 самолётов. |
| Ан-26              | Военно-транспортный самолёт. Отличается наличием грузовой рампы в задней части фюзеляжа, кран-балки и другого погрузочно-разгрузочного оборудования. В 1968-1986 годах изготовлено 1398 самолётов. |
| Ан-44              | Проект транспортного самолёта. Отличался большой грузовой дверью в левом борту, и Т-образным оперением. |
| Ан-50              | Проект с 4 турбореактивным двигателем АИ-25. Разработан в 1972 году. |
| Xian Y-7           | Китайский вариант Ан-24РВ. Первый полёт 25 декабря 1970 года. В 1984—2000 годах изготовлено 70 самолётов. |

## Операторы

### Военные операторы
Указаны операторы только варианта Ан-24 и Ан-24РВ, операторы иных модификаций указаны в соответствующих им статьях.
- Беларусь — Военно-воздушные силы и войска ПВО Республики Беларусь — 1 Ан-24 по состоянию на 2016 год[14]
- Камбоджа — 2 Ан-24РВ, по состоянию на 2016 год[15]
- КНДР — Военно-воздушные силы Корейской Народно-Демократической Республики — 6 Ан-24 по состоянию на 2016 год[16]
- ВВС Республики Конго — 1 Ан-24Б по состоянию на 2021 год[17]
- Куба — ВВС и ПВО Кубы — 3 Ан-24 по состоянию на 2016 год[18]
- Мали — 1 Ан-24 по состоянию на 2016 год[19]
- Монголия — 2 Ан-24 по состоянию на 2016 год[20]
- Россия — 1 Ан-24РВ по состоянию на 2024 год[21]
- Сирия — Военно-воздушные силы Сирии — 1 Ан-24 по состоянию на 2016 год[22]
- Узбекистан — 1 Ан-24 по состоянию на 2016 год[23]
- Украина — 3 Ан-24 по состоянию на 2024 год[24]

### Гражданские операторы
| авиакомпания             | единиц в эксплуатации                   | модификация                             |
| ------------------------ | --------------------------------------- | --------------------------------------- |
| Комиавиатранс            | 2                                       | Ан-24РВ                                 |
| Ангара                   | 5                                       | 1 Ан-24Б, 4 Ан-24РВ                     |
| Алроса                   | 3                                       | Ан-24РВ                                 |
| ИрАэро                   | 7                                       | Ан-24РВ                                 |
| КрасАвиа                 | 3                                       | Ан-24РВ                                 |
| Хабаровские авиалинии    | 2                                       | Ан-24РВ                                 |
| Полярные Авиалинии       | 5                                       | Ан-24РВ                                 |
| ЮТэйр (ЮТэйр Карго)      | 16                                      | Ан-24РВ                                 |
| Якутия                   | 4                                       | Ан-24РВ                                 |
| SCAT (Южное небо)        | 7                                       | 3 Ан-24Б, 4 Ан-24РВ                     |
| Air Koryo                | 4                                       | 2 Ан-24Б, 2 Ан-24РВ                     |
| Мотор Сич (авиакомпания) | 3                                       | 3 Ан-24РВ                               |
| Всего                    | 59 (45 из них эксплуатируются в России) | 59 (45 из них эксплуатируются в России) |

## Эксплуатация
Срок эксплуатации самолётов Ан-24 продлён до 60 лет — их можно продолжать безопасно эксплуатировать до 2030-х годов (но расходы на их обслуживание и ремонт постоянно растут и всё сложнее ситуация с лётным составом). На смену ему ожидается Ил-114-300.

### Аварии и катастрофы
По данным сайта Aviation Safety Network по состоянию на 31 октября 2020 года в общей сложности в результате катастроф и серьёзных аварий были потеряны 175 самолёта Ан-24.
Ан-24 пытались угнать 35 раз, при этом погибли 6 человек.
Всего в этих происшествиях погиб 2281 человек.
24 июля 2025 года в 15 км от Тынды, Амурской области произошло крушение самолёта Ан-24 авиакомпании «Ангара». В результате авиакатастрофы погибло 48 человек, в том числе 5 детей, 6 членов экипажа, гражданин Беларуси и гражданин Китая, а также жители Хабаровского края. В Амурской области и Хабаровском крае объявлен трёхдневный траур с 25 по 27 июля.

## Памятники и музейные экспонаты
| Тип     | Бортовой номер      | Местонахождение | Изображение |
| ------- | ------------------- | --- | ----------- |
| Ан-24Б  | СССР-46296          | В Курганском авиационном музее. |             |
| Ан-24Б  | RA-46447            | В Уфе установлен самолёт-памятник Ан-24Б |             |
| Ан-24Б  | СССР-46758          | В Слободском установлен самолёт-памятник Ан-24Б. |             |
| Ан-24   | СССР-46793          | В Коктебеле самолёт Ан-24 стоит на территории пансионата «Голубой залив». |             |
| Ан-24   |                     | В Якутске самолёт Ан-24Б стоит на территории аэропорта «Якутск». |             |
| Ан-24   | RA-47773            | В Перми в сквере имени Миндовского самолёт Ан-24, переоборудован в кафе. |             |
| Ан-24РВ | RA-47198            | 20 декабря 2013 установлен самолёт-памятник Ан-24РВ, на въезде к аэропорту Южно-Сахалинска. |             |
| Ан-24Б  | RA-46331            | 13 июля 2014 года в Саратове около аэровокзала установлен самолёт-памятник Ан-24Б. |             |
| Ан-24   |                     | В Нижневартовске (ХМАО) самолёт Ан-24 (макет) установлен на Аллее почёта авиации (ул. Авиаторов, ~200-300 метрах от здания аэровокзала).                                                               |             |
| Ан-24РВ | EW-47291            | В авиамузее Национального аэропорта Минск. |             |
| Ан-24Б  | 01                  | Экспонат белорусского Музея авиационной техники возле аэродрома Липки, Минск. |             |
| Ан-24   | СССР-46791          | В Темрюке самолёт Ан-24 стоит в музее под открытым небом «Военная горка». |             |
| Ан-24Б  | СССР-47826          | В международном аэропорту Томска Богашёво. |             |
| Ан-24Б  | RA-46568            | В селе Кушнарёнково самолёт Ан-24Б стоит на девичьей горе над рекой Белой. |             |
| Ан-24Б  |                     | В Самарканде (Узбекистан) находится на территории парка отдыха «Согдиана» |             |
| Ан-24Б  | RA-46243            | На трассе М-4 Дон у села Конь-Колодезь установлен Ан-24Б с надписью Аэрофлот. Самолёт частично встроен в помещение кафе так, что хвостовое оперение и задняя часть фюзеляжа как бы находится в здании. |             |
| Ан-24Б  | 33                  | В Санкт-Петербурге, на территории военного аэродрома «Левашово» в качестве памятника установлен Ан-24Б, 1970 года выпуска.                                                                             |             |
| Ан-24Б  | RA-46388            | В Оренбурге в музее гражданской авиации Ан-24Б. |             |
| Ан-24Б  | EK-47835            | В Jesada Technic Museum в Таиланде самолёт Ан-24Б. |             |
| Ан-24   |                     | В Салехарде при подъезде к аэропорту установлен самолёт-памятник Ан-24. |             |
| Ан-24Б  |                     | В Киеве возле аэропорта Жуляны. |             |
| Ан-24Б  | CCCP-47754          | Кривой Рог. В экспозиции Музея авиации |             |
| Ан-24Б  | RA-46292            | В Махачкале, с 1997 по 2012 годы был установлен над каналом в Сквере Воинов-интернационалистов. Использовался в качестве кафе.                                                                         |             |
| Ан-24Б  | YL-LCD (CCCP-46400) | Экспонат в Рижском музее авиации, посёлок Скулте, возле аэропорта Рига. |             |
| Ан-24   | СССР-46761          | Экспонат в Головном отраслевом музее истории гражданской авиации возле аэропорта Баратаевка (Ульяновск).                                                                                               |             |

## Характеристики

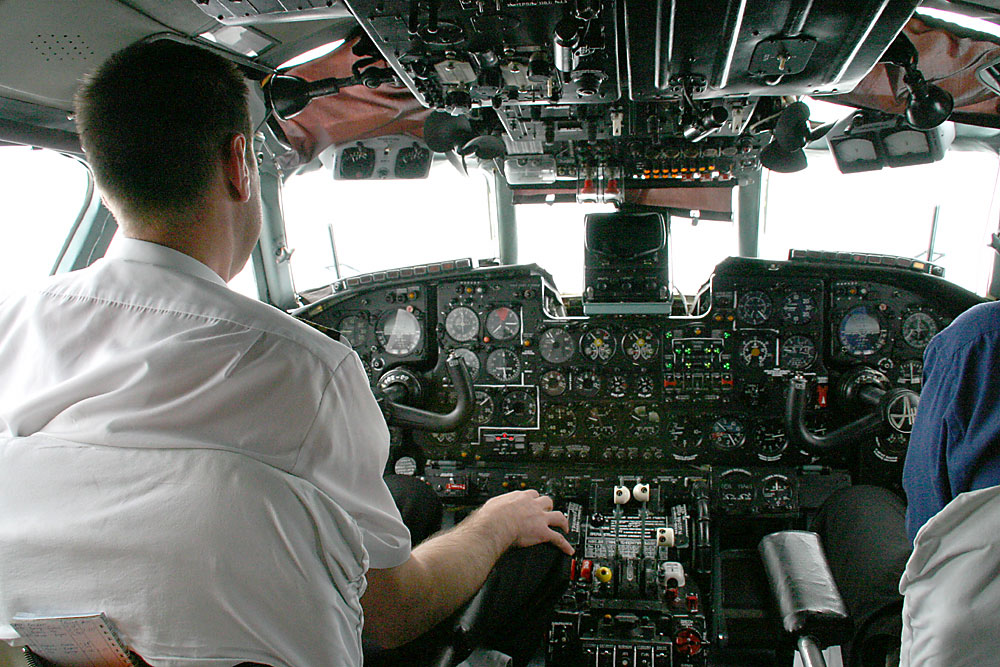
В кабине пилотов

Источник данных: 

Технические характеристики
- Экипаж: 3—5 человек
- Пассажировместимость: 48—52 человек
- Грузоподъёмность: 6500 кг
- Длина: 23,53 м
- Размах крыла: 29,20 м
- Высота: 8,32 м
- Площадь крыла: 74,98 м² с однощелевым центропланным закрылком, 72,46 м² с двухщелевым центропланным закрылком
- Масса пустого: 13 350 кг
- Масса снаряжённого: 13 489 кг
- Нормальная взлётная масса: 21 000 кг
- Максимальная взлётная масса: 21 000 кг (для самолёта Ан-24РВ — 21 800 кг, на доработанных самолётах (по условию прочности шасси) — 22 500 кг)
- Масса топлива во внутренних баках: 4850 кг
- Силовая установка: 2 × ТВД АИ-24
- Мощность двигателей: 2 × 2550 (2 × 1876)
- Воздушный винт: АВ-72 серии 02
- Диаметр винта: 3,90 м

Лётные характеристики
- Максимально допустимая скорость: 460 км/ч (приборная скорость)
- Максимальная скорость: 540 км/ч (приборная скорость при экстренном снижении)
- Крейсерская скорость: 460 км/ч (на высоте 6000 м)
- Скорость сваливания: 191 км/ч (приборная скорость, закрылки убраны, масса 21 000 кг)
- Практическая дальность: 1850 км
- Перегоночная дальность: 2820 км
- Практический потолок: 7700 м
- Скороподъёмность: 5—15 м/с
- Длина разбега: взлётная масса 21 000 кг, ИВПП: закрылки 15 — 850 м, закрылки 5 — 1000 м
- Длина пробега: посадочная масса 20 000 кг — 580 м